# Николаев, Александр Андреевич (эсер)
Александр Андреевич Николаев (1868 — март 1921) —  эсер, теоретик кооперативного движения, городской голова Ростова-на-Дону, член  Всероссийского учредительного собрания.

## Биография
Родился в семье чиновника. Родители были преподавателями. В 1888 году, когда Александр только окончил Тверскую гимназию, скончалась его мать, а отец с горя запил. Поступив на физико-математический факультет Императорского Санкт-Петербургского университета, Николаев занимался репетиторством столь интенсивно и успешно, что даже помогал оставшейся в Твери семье.  В 1892 году окончил университет экстерном по первому разряду.  На последнем курсе увлекся социалистическими и революционными идеями, и для того, чтобы быть полезным революции, поступил в Военно-медицинскую академию. Там организовал кружок по выпуску нелегальной литературы. Впервые арестован в 1893 году, но отпущен из-за недостатка улик. Снова арестован в 1895 году, на этот раз причиной ареста был донос провокатора, до апреля 1896 год содержался в одиночной камере, приговорён к ссылке в Вологодской губернию на 5 лет. Занимался языками и юридическими науками.  Находясь в последние годы ссылки в Грязовце, вступил в партию социалистов-революционеров. По окончании ссылки жил в Пскове, где служил страховым инспектором в статистическом отделении Псковского губернского земства. Работая в Пскове, Николаев активно занимался общественной деятельностью, он был секретарём правления городской общественной библиотеки, председателем Псковского общества сельского хозяйства, членом Псковского археологического общества и родительского комитета в Псковской губернской гимназии, членом Общества взаимного вспомоществования учащим и учившим в народных училищах Псковской губернии и т. п.. 
В партии эсеров через Ф. В. Волховского и К. M. Оберучева был связан с военной работой.  Был участником Крестьянского и Железнодорожного союзов. Летом 1907 года Николаева привлекли к уголовной ответственности за принадлежность к эсеровской партии, членство в Железнодорожном союзе и по нескольким делам о распространении нелегальной литературы. Осенью группа псковских «максималистов» совершила в лесу под Псковом политическое убийство, и к обвинениям Николаева добавилось ещё и это. После этого эмигрировал и жил заграницей до 1916, когда  в ходе очередного процесса по делу об этом убийстве он не был исключен из числа обвиняемых. 
С 16 по 21 апреля 1908 года тайно приезжал в Россию под псевдонимом А. А. Андреев выступил с докладом на I-ом кооперативном съезде в Москве.  В 1914 и 1915 годах участвовал в издании в Париже эсеровской газеты «Мысль», стоявшей на антивоенных позициях, а после её закрытия, в 1915 и 1916 годах сначала в Париже, а затем в Женеве — заменившей её газеты «Жизнь». Занимался теорией кооперативного движения, написал 2-томный труд «Теория и практика кооперативного движения», опубликованный 26 апреля 1908 года и переизданный в 1909 Москве. Известно более 50 научных и публицистических трудов А. А.  Николаева, посвящённых потребительской кооперации и устройству сельского хозяйства в стране, значению всеобщего обучения, взаимоотношениям интеллигенции и народа, освобождению крестьян от крепостной зависимости, и даже истории японского народа. В 1906–1907 годах он опубликовал серию книг под названием «Крестьянская библиотечка», где доступным языком разъяснено, что такое сельское самоуправление, земские учреждения, избирательное право, партии, выборы, деревенская община.
С февраля 1917-го в Ростове-на-Дону (5 февраля прочитал доклад заседание студенческого кооператива Ростова «Идеи потребительской кооперации в истории русской интеллигенции»). Избран председателем Совета Крестьянских депутатов. Редактор еженедельного журнала «Донской землероб» (№ 1 вышел 5 августа 1917). 9 июля 1917 участвует в выборах гласных Ростовской городской думы (из 109 мест 40 заняли эсеры, а 40 меньшевики). 1 августа 1917 года избран городским головой Ростова, а с 8 августа приступил к обязанностям. 
Уже 10 августа выехал в Москву для участия в  Государственном совещании, а затем в Петроград. Смог добиться удвоения займа для городских нужд. Внёс предложения Всероссийской комиссии по выборам в Учредительное собрание по постановке выборов в Донской области, которые были приняты и вошли в закон. Добился того, что областным комиссаром становился не войсковой атаман Донской области, как настаивало войсковое правительство, а независимое лицо, назначаемое Временным правительством. 
В Ростов Николаев вернулся 6 сентября. В октябре он занимался "разгрузкой Петрограда для города Ростова", то есть эвакуацией военных учреждений в Ростов (автомобильной военной школы, офицерской воздухоплавательной школы, воздухоплавательного парка Кованько, школы военных механиков, правление шоссейных дорог и т. д.). Николаев выдвинул идею создания в Ростове трёх районных Дум, но меньшевистская  фракция не поддержала её, и проект не состоялся. 
14 сентября Николаев выступил в помещении электротеатра «Солей» с докладом «Корниловщина». Общеизвестные факты докладчик дополнил своими выводами и комментариями. В частности он в августе 1917 года на Государственном совещании в Москве слышал выступления Л. Г. Корнилова и А. М. Каледина и расценил их как контрреволюционные. Он считал, что хотя Каледин не участвовал в Корниловском мятеже лично, к нему безусловно готовились за его спиной. Это выступление подверглось резкой критике в казачьей и кадетской прессе («Приазовский край», «Ростовская речь» и др.). Эти выступления были расценены гласными городской Думы и левой прессой как "травля". В конце сентября Николаев выступил еще раз на областном крестьянском съезде с докладом «Корниловщина». Раскол и противостояние между Ростовской городской думой и войсковым правительством усилились. 
После октябрьского переворота в Петрограде Ростовская дума выдвинула протест против введения военного положения в Ростове и Нахичевани войсковым правительством. Вскоре большевицкий Военно-революционный комитет объявил себя высшим органом власти в Донской области и через несколько дней с помощью черноморских матросов установил контроль над  Ростовом и Нахичеванью. А. А. Николаев и эсеровско-меньшевистское большинство Ростовской объявили о своём нейтралитете, и пытались добиться мира между противоборствующими сторонами. 29 ноября, когда делегация Ростовской Думы, включавшая и Николаева, вела переговоры с Калединым в ст. Александровской, большевики открыли огонь. Посредническая миссия не удалась".
Обязательный кандидат Центрального комитета партии эсеров в Учредительное собрание. В ноябре 1917 года избран во Всероссийское учредительное собрание в Донском избирательном округе  по списку № 2 (Эсеры, Совет крестьянских депутатов, трудовое казачество).  26 ноября на заседании городской думы Николаев объявил о снятии полномочий городского головы в связи с его избранием во Всероссийское Учредительное собрание. 2 декабря донские казаки Каледина подавили сопротивление ВРК и овладели Ростовом. А. А. Николаев и члены городской управы собственноручно заделывали бойницы, сделанные красногвардейцами в стенах Николаевской больницы.
11 декабря Николаев в выступлении перед рабочими главных мастерских Владикавказской железной дороги подвел итог своей деятельности на посту главы Городской думы за  четыре месяца в труднейших экономических условиях: «дума сделала всё, что могла. Работала она, не покладая рук, причём в тревожные дни дума заседала непрерывно». 14 декабря Ростовский городским головой стал заместитель Николаева, меньшевик Пётр Семёнович Петренко. 17 декабря, в день отъезда в Петроград Николаева, якобы,  пыталась арестовать группа кадетов на вокзале или вскоре после отправки поезда, но предупреждённый Николаев сумел избежать ареста, выпрыгнув из окна вагона в момент отхода поезда. Детали этого инцидента неясны. По мнению ростовского историка Н. А. Алубаевой выехать в столицу для участия в работе Учредительно собрания Николаеву удалось только в конце декабря". Однако в январе 1918 года на единственном заседании Учредительного собрания он не присутствовал.
Детали дальнейшей жизни А. А. Николаева во время гражданской войны не изучены.
Арестован ВЧК. Умер в марте 1921 года в тюремной больнице Ростова-на-Дону.
На его смерть откликнулись письмом 100 заключённых кооператоров.

## Семья
- Жена — ?
  - Дочери — ?[1]

## Сочинения

### «Крестьянская библиотечка»
- Николаев А. А. Русское крестьянство. [СПб., 1906]. (Крестьян. б-чка. № 1);
- Николаев А. Первая Государственная дума. [СПб., 1906]. (…№ 2);
- Николаев А. А. Деревенская община. [СПб., 1906]. (…№ 3);
- Николаев А. А.Оскудение деревни. [СПб., 1906]. (… № 4);
- Николаев А. А. Народная школа. [СПб. 1907] (… № 5);
- Николаев А. А. Земские учреждения. [СПб., 1907]. (… № 6);
- Николаев А. А. Партии и выборы. [СПб., 1907]. (… № 7);
- Николаев А. А. Пять свобод. [СПб., 1907]. (… № 8);
- Николаев А. А. Вера православная. [СПб., 1907]. (… № 9);
- Николаев А. А. Сельский учитель. [СПб., 1907].(... № 10);
- Николаев А. А. Сельское самоуправление. [СПб., 1907]. (…№ 11);
- Николаев А. А. Освобождение крестьян. [СПб., 1907]. (… № 12);
- Николаев А. А. Книга в деревне. [СПб., 1907]. (… № 13);
- Николаев А. А. Избирательное право. [СПб., 1907]. (… № 14);
- Николаев А. А.Наша земля. [СПб., 1907]. (… № 15);
- Николаев А. А. Русская история. [СПб., 1907]. (… № 16);
- Николаев А. А. Новое земледелие. [СПб., 1907]. (… № 17);
- Николаев А. А. На «вольныя» земли. [СПб., 1907]. (… № 18);
- Николаев А. А. После освобождения. [СПб., 1907]. (… № 19);
- Николаев А. А. О разных народах. [СПб., 1907]. (… № 20).

### Другие труды
- Николаев А. А. Очерки по истории японского народа : Т. 1–2. СПб., 1905;
- Николаев А. А. Для чего нужно всеобщее обучение. М., 1906;
- Николаев А. А. Историческая хрестоматия для народной школы. СПб., 1906;
- Николаев А. А. Интеллигенция и народ. М., 1906.
- Николаев А. А. Кооперация. СПб., 1906; -  2-е изд., перераб. и доп.. - СПб.: Изд. С. В. Бунина; 3-е изд., перераб. и доп.. - М., 1918. - 82 с.
- Николаев А. А. Кооперация: (О том, как сообща можно выгоднее устраивать свои хоз. дела). СПб., 1908;
- Николаев А. А. Сила грядущего.  - СПб., 1908; М., 1919
- Николаев А. А. Теория и практика кооперативного движения Вып. [1]–2. М. : Сотрудничество, 1908–1909.; 2-е изд., перераб. и доп. авт. Пг. : 1919. Т. 1, вып. 1 : Классификация и определение кооперации. 113 с.
- Николаев А. А. История русского крестьянства : В 4-х попул. лекциях. СПб., 1909. (Б-ка для саморазвития);
- Николаев А. А. Пали цепи тяжёлые : [Освобождение крестьян от крепостной зависимости : 186-19 февр. 1911]. СПб., [1911];
- Николаев А. А. Большевизм и кооперация // Большевики у власти. Социально-политические итоги октябрьского переворота. М.-Пг.: 1918
- Николаев А. А. Как крестьянство артелью справляет свои дела. М., 1918.
- Николаев А. А. Работа кооперации на просвещение народа и улучшение его быта. – Москва, 1918.
- Николаев А. А. Артельный (кооперативный) труд в земледелии. - М., 1918.
- Николаев А. А. Потребительское общество в деревне (его недостатки и борьба с ними). - М., 1918. - 16 с.
- Николаев А. А. Работа кооперации на просвещение народа и улучшение его быта (культурно-просветительная деятельность кооперации). – М., 1918. – 16 с.
- Николаев А. А. Справочник для устроителей и руководителей земледельческих артелей. М., 1918.
- Николаев А. А. Наука о кооперации, как устроительнице сельской жизни. М., 1918.
- Николаев А. А. Годэн и его значение в производительной кооперации. - М., 1919, 69 с.
- Николаев А. А. Классификация и определение кооперации. 1919.
- Николаев А. А. Трудовые земледельческие артели Тверь 1919.
- Николаев А. А. Кооперация и социализм. Пг., 1919;
- Николаев А. А. Общественные запашки : [Почему в них сейчас наше спасение и как их организовать]. М., 1919. (Б-ка с.-х. Сов.России);
- Николаев А. А. Николай Гаврилович Чернышевский, знаменитый учёный и родоначальник русского социализма. Его жизнь и труды. Ярославль, 1919;
- Николаев А. А. Общественные огороды и участие в их устройстве кооперативных организаций. Ярославль, 1921. (Сер.кооперативная. № 3);
- Николаев А. А. Наука и земледелие : Кто был Пастер и что сделал для человечества вообще и сел. хоз-ва в частности. [Ярославль], 1922. (Пособия для кооперативно-обществ. шк. и курсов. № 10);

### Рекомендуемые источники
- Бродяга А. Кооперация в 1920 г. // Революционная Россия 1921 № 4

## Комментарии
1. ↑  В ГА РФ хранится архивно-следственное дело П-58949 об аресте 1919 году Николаева Александра Андреевича[7]. Если эти данные относятся к эсеру А. А. Николаеву, то это безусловно не последний его арест.